# 卡茲貝吉國家公園

42°30′12.61″N 44°27′14.55″E / 42.5035028°N 44.4540417°E
卡茲貝吉國家公園是格魯吉亞的國家公園，位於該國東北部姆茨赫塔-姆蒂亚内蒂大区卡茲貝吉市鎮。成立於1976年2月，面積1,446平方公里，有棕熊、猞猁、高加索羱羊、臆羚、鵰、西域兀鷲、胡兀鷲等野生動物棲息。